# Michael Barthel (Politiker, 1899)

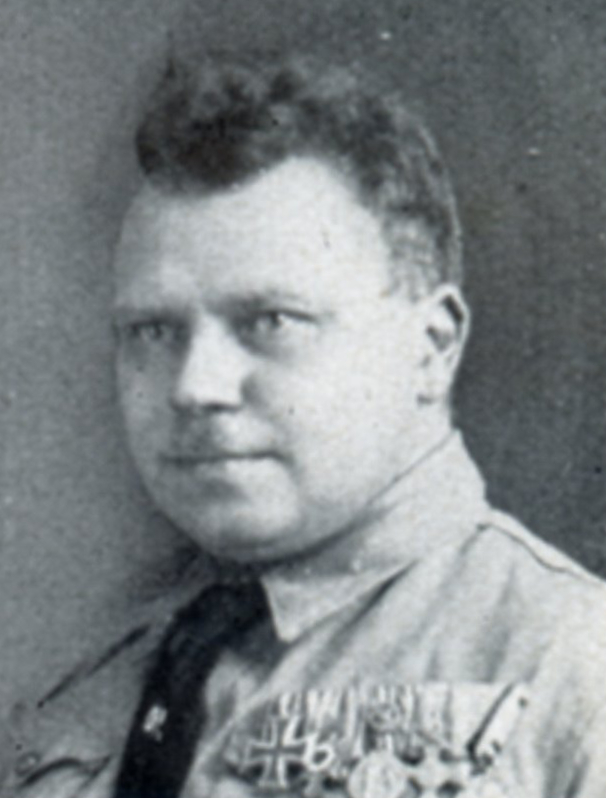
Michael Barthel, um 1933

Michael Barthel (* 16. Februar 1899 in Regensburg; † 22. November 1960 in Deggendorf) war ein deutscher Politiker (NSDAP). 

## Leben
In seiner Jugend besuchte Barthel von 1905 bis 1910 die Volksschule und anschließend bis 1917 die Kreisoberrealschule in Regensburg. Ab 1917 wurde er bei der Ersatz-Abteilung des 3. Feldartillerie-Regiments „Prinz Leopold“ der Bayerischen Armee auf die Teilnahme am Ersten Weltkrieg vorbereitet. Er nahm ab 1918 beim 8. Feldartillerie-Regiment „Prinz Heinrich von Preußen“ und der III. Abteilung des Reserve-Feldartillerie-Regiments 9 an den Kämpfen an der Westfront teil.
Nach seiner Rückkehr aus dem Weltkrieg, in dem er mit dem Eisernen Kreuz II. Klasse ausgezeichnet wurde, absolvierte Barthel eine landwirtschaftliche Lehre in verschiedenen Betrieben. Anschließend studierte er bis 1923 an der Landwirtschaftlichen Hochschule Weihenstephan, die er als Diplom-Landwirt verließ. In seiner Studienzeit gehörte er dem Völkischen Jugendbund und dem Freikorps Oberland an und war nach Auflösung des letzteren Mitglied im Völkischen Block. In den folgenden sieben Jahren arbeitete er als Landwirt auf dem Bauernhof seines Vaters, bevor er sich 1930 als staatlich anerkannter Züchter des schwarzen Cornwallschweins selbständig machte. Nachdem er bereits 1928 Mitglied des landwirtschaftlichen Bezirksausschusses Roding geworden war, wurde Barthel 1929 zum II. Bürgermeister der Gemeinde Au in der Oberpfalz gewählt.
Barthel trat zum 1. August 1929 in die NSDAP (Mitgliedsnummer 150.963) und im November 1929 in die SA ein. Ab 1931 übernahm er Funktionärsaufgaben in der Partei: Er wurde erst landwirtschaftlicher Gaufachberater der NSDAP im Gau Oberpfalz, dann, ab 1933, landwirtschaftlicher Abschnittberater für die Oberpfalz im NSDAP-Gau Bayerische Ostmark. Kurz nach der „Machtergreifung“ durch die Nationalsozialisten im Frühjahr 1933 zog Barthel als Abgeordneter in den Reichstag ein, in dem er von März bis November 1933 den Wahlkreis 25 (Niederbayern) vertrat. Danach tat er sich als Kreisbauernführer hervor und war von April 1933 bis 1945 erster Bürgermeister der Gemeinde Au.
Im Mai 1948 wurde er von der Spruchkammer Roding als „Minderbelasteter“ eingestuft. Diese Einstufung wurde im September desselben Jahres vom Kassationshof beim bayerischen Sonderministerium aufgehoben.